# Polo na Letnich Igrzyskach Olimpijskich 1900
Zawody w polo na Letnich Igrzyskach Olimpijskich 1900 w Paryżu rozegrane zostały po raz pierwszy w historii igrzysk olimpijskich. Po raz drugi na igrzyskach polo pojawiło się dopiero w 1908 roku. 
W turnieju udział wzięło 5 zespołów: Bagatelle Polo Club de Paris złożony z Francuzów i Brytyjczyka, BLO Polo Club Rugby, w którego skład wchodzili Brytyjczycy i Amerykanin, francuski Compiègne Polo Club, reprezentacja Meksyku oraz amerykańsko-brytyjski Foxhunters Hurlingham. Składał się on z ćwierćfinału, półfinałów i finału. Nie rozegrano meczu o 3. miejsce. Decyzją Międzynarodowego Komitetu Olimpijskiego drużyny, które przegrały swoje mecze półfinałowe (jedyne rozegrane w turnieju) otrzymały brązowe medale.
Mecze rozgrywane były pomiędzy 28 maja a 2 czerwca w Lasku Bulońskim.

## Medaliści
| Złoto                 | Srebro              | Brąz                                |
| --------------------- | ------------------- | ----------------------------------- |
| Foxhunters Hurlingham | BLO Polo Club Rugby | Bagatelle Polo Club de Paris Meksyk |

## Drabinka
|  |                       |                       |                              |                              |   |                       |                       |          |  |  |       |       |       |
|  | Ćwierćfinał           | Ćwierćfinał           | Ćwierćfinał                  |                              |   | Półfinał              | Półfinał              | Półfinał |  |  | Finał | Finał | Finał |
|  | Ćwierćfinał           | Ćwierćfinał           | Ćwierćfinał                  |                              |   | Półfinał              | Półfinał              | Półfinał |  |  | Finał | Finał | Finał |
|  |                       |                       |                              |                              |   |                       |                       |          |  |  |       |       |       |
|  |                       |                       |                              |                              |   |                       |                       |          |  |  |       |       |       |
|  | Foxhunters Hurlingham | Foxhunters Hurlingham | 10                           |                              |   |                       |                       |          |  |  |       |       |       |
|  | Foxhunters Hurlingham | Foxhunters Hurlingham | 10                           |                              |   |                       |                       |          |  |  |       |       |       |
|  | Compiègne Polo Club   | Compiègne Polo Club   | 0                            |                              |   |                       |                       |          |  |  |       |       |       |
|  | Compiègne Polo Club   | Compiègne Polo Club   | 0                            |                              |   | Foxhunters Hurlingham | Foxhunters Hurlingham | 6        |  |  |       |       |       |
|  |                       |                       |                              |                              |   | Foxhunters Hurlingham | Foxhunters Hurlingham | 6        |  |  |       |       |       |
|  |                       |                       | Bagatelle Polo Club de Paris | Bagatelle Polo Club de Paris | 4 |                       |                       |          |  |  |       |       |       |
|  |                       |                       |                              | Bagatelle Polo Club de Paris | 4 |                       |                       |          |  |  |       |       |       |
|  |                       |                       |                              |                              |   |                       |                       |          |  |  |       |       |       |
|  |                       |                       |                              |                              |   |                       |                       |          |  |  |       |       |       |
|  | Foxhunters Hurlingham | Foxhunters Hurlingham | 3                            |                              |   |                       |                       |          |  |  |       |       |       |
|  | Foxhunters Hurlingham | Foxhunters Hurlingham | 3                            |                              |   |                       |                       |          |  |  |       |       |       |
|  |                       |                       | BLO Polo Club Rugby          | BLO Polo Club Rugby          | 1 |                       |                       |          |  |  |       |       |       |
|  |                       |                       |                              | BLO Polo Club Rugby          | 1 |                       |                       |          |  |  |       |       |       |
|  |                       |                       |                              |                              |   |                       |                       |          |  |  |       |       |       |
|  |                       |                       |                              |                              |   |                       |                       |          |  |  |       |       |       |
|  | BLO Polo Club Rugby   | BLO Polo Club Rugby   | 8                            |                              |   |                       |                       |          |  |  |       |       |       |
|  | BLO Polo Club Rugby   | BLO Polo Club Rugby   | 8                            |                              |   |                       |                       |          |  |  |       |       |       |
|  | Meksyk                | Meksyk                | 0                            |                              |   |                       |                       |          |  |  |       |       |       |
|  | Meksyk                | Meksyk                | 0                            |                              |   |                       |                       |          |  |  |       |       |       |

## Wyniki

### Ćwierćfinał
| Data       | Drużyna 1             | Wynik | Drużyna 2           |
| ---------- | --------------------- | ----- | ------------------- |
| 28.05.1900 | Foxhunters Hurlingham | 10:0  | Compiègne Polo Club |

### Półfinały
| Data       | Drużyna 1             | Wynik | Drużyna 2                    |
| ---------- | --------------------- | ----- | ---------------------------- |
| 31.05.1900 | Foxhunters Hurlingham | 6:4   | Bagatelle Polo Club de Paris |
| 31.05.1900 | BLO Polo Club Rugby   | 8:0   | Meksyk                       |

### Finał
| Data       | Drużyna 1             | Wynik | Drużyna 2           |
| ---------- | --------------------- | ----- | ------------------- |
| 02.06.1900 | Foxhunters Hurlingham | 3:1   | BLO Polo Club Rugby |

## Klasyfikacja końcowa
| Poz.   | Drużyna                      |
| ------ | ---------------------------- |
| złoto  | Foxhunters Hurlingham        |
| srebro | BLO Polo Club Rugby          |
| brąz   | Bagatelle Polo Club de Paris |
| brąz   | Meksyk                       |
| 5      | Compiègne Polo Club          |

## Tabela medalowa
| Lp.   | Państwo                | Złoto | Srebro | Brąz | Razem | Źródło |
| ----- | ---------------------- | ----- | ------ | ---- | ----- | ------ |
| 1     | Drużyna mieszana (ZZX) | 1     | 1      | 1    | 3     | [ 1 ]  |
| 2     | Meksyk (MEX)           | 0     | 0      | 1    | 1     | [ 1 ]  |
| Razem | Razem                  | 1     | 1      | 2    | 4     |        |

## Składy
Poniższe tabele przedstawiają składy drużyn olimpijskich w polo na Letnich Igrzyskach Olimpijskich 1900. Zostały one stworzone na podstawie bazy olimpijskich medalistów Międzynarodowego Komitetu Olimpijskiego oraz informacji zgromadzonych przez Billa Mallona – amerykańskiego lekarza zajmującego się historią igrzysk olimpijskich.
Maurice Raoul-Duval występował w dwóch drużynach: Bagatelle Polo Club de Paris oraz Compiègne Polo Club.
Zawodnik Foxhunters Hurlingham - John Beresford - nie został zamieszczony w oficjalnej bazie medalistów olimpijskich Międzynarodowego Komitetu Olimpijskiego.
| Bagatelle Polo Club de Paris                                                                                    | BLO Polo Club Rugby                                                      | Compiègne Polo Club                                                               | Foxhunters Hurlingham                                                                             | Meksyk                                                                                     |
| --- | ------------------------------------------------------------------------ | --------------------------------------------------------------------------------- | ------------------------------------------------------------------------------------------------- | ------------------------------------------------------------------------------------------ |
| - Robert Fournier-Sarlovèze - Frederick Agnew Gill - Maurice Raoul-Duval - Édouard Alphonse James de Rothschild | - Walter Buckmaster - Frederick Freake - Jean de Madre - Walter McCreery | - Louis de Bissacia - Jean Boussod - André Fauquet-Lemaître - Maurice Raoul-Duval | - John Beresford - Denis St. George Daly - Foxhall Parker Keene - Frank MacKey - Alfred Rawlinson | - Eustaquio de Escandón - Manuel de Escandón - Pablo de Escandón - Guillermo Hayden Wright |